# Patty McCormack
Patty McCormack (* 21. August 1945 in New York City als Patricia Ellen Russo) ist eine US-amerikanische Theater- und Filmschauspielerin, die schon seit frühester Kindheit vor der Kamera und auf der Bühne steht.

## Biografie
Pattys McCormacks Eltern gehörten nicht dem Showbusiness an. Ihr Vater war Feuerwehrmann, ihre Mutter eine professionelle Rollschuhfahrerin. Dennoch wurde sie schon mit vier Jahren als Fotomodell gebucht. Mit sechs hatte sie kleine Rollen in zwei Filmen. Zur selben Zeit begann ihre Bühnenkarriere am Broadway. Zudem besuchte sie die New Utrecht High School.
McCormack war acht Jahre alt, als sie gleichzeitig in der US-amerikanischen Fernsehserie Mama und am Broadway auftrat. Dort spielte sie eine Rolle, die sie berühmt machen sollte: die Rhoda Penmark, ein teuflisches und mörderisches Mädchen in dem Stück The Bad Seed. McCormack und ihrer Bühnenpartnerin Nancy Kelly, die ihre Mutter spielte, wurde 1956 angeboten, ihre Theaterrollen in der geplanten Verfilmung des Stückes ebenfalls zu spielen. Die Kinoproduktion wurde nicht nur ein finanzieller Erfolg. McCormack, Kelly und Eileen Heckart erhielten bei der Oscarverleihung 1957 Nominierungen in den Darsteller-Kategorien, Heckart und McCormack zudem je eine Nominierung für den Golden Globe Award. Zum damaligen Zeitpunkt war McCormack mit 11 Jahren und 181 Tagen die jüngste je für den Academy Award nominierte Aktrice in der Kategorie „Beste Nebendarstellerin“. Dieser Rekord sollte sechs Jahre später durch ihre Landsfrau Mary Badham (Wer die Nachtigall stört) eingestellt werden. McCormacks Leistungen als Kinderdarstellerin waren zudem schon im Jahr zuvor mit dem Milky Way Gold Star Award ausgezeichnet worden.
Durch den Erfolg besonders bei den Zuschauern, die sie mit ihrer Rolle als Rhoda Penmark identifizierten, hatte McCormack Schwierigkeiten, ihr Rollenrepertoire zu erweitern. Sie versuchte sich in der Rolle als Siedlertochter, als gereizter Kinderstar und als wildes ungebundenes Mädchen. Während der 1960er Jahre spielte sie Teenager, die mit ihren Ängsten zu kämpfen haben, meist in kleinen unbedeutenden Filmen.
In den 1970er Jahren verlegte die nun erwachsene Patty McCormack ihr Arbeitsfeld wieder stärker auf die Bühne und ins Fernsehen. Gleichzeitig fand sie in Independentfilmen weitere Rollen. Der größte Erfolg dieser Zeit waren ihre Serienhauptrolle in der Fernseh-Sitcom Zwei schräge Vögel (The Ropers, 1979–1980) an der Seite von Jeffrey Tambor als Ehemann. Auch in anderen Fernsehserien, beispielsweise Dallas, Mord ist ihr Hobby und Die Sopranos, absolvierte sie Gastauftritte.
1995 wurde McCormack von ihren Fans begeistert gefeiert, als sie in dem Horrorfilm Mommy ihre Rolle der Rhoda Penmark insofern wiederholte, als sie diesmal als mörderische Mutter agierte. Auch in der 1997 erschienenen Fortsetzung Mommy 2 verkörperte sie diese Rolle. In Frost/Nixon unter Regie von Ron Howard war sie 2008 als Pat Nixon zu sehen. 2018 wirkte sie in einer Nebenrolle an einer Neuverfilmung von Böse Saat als Fernsehfilm mit. Bis heute trat McCormack in über 120 Film- und Fernsehrollen in Erscheinung. Für ihre Arbeit im Kino erhielt die Schauspielerin einen Stern auf dem Hollywood Walk of Fame (6312 Hollywood Boulevard).

## Privatleben
Patty McCormacks Privatleben ist ruhig und ohne Skandal geblieben. 1967 heiratete sie den Restaurator Bob Catania. Aus der Beziehung gingen ein Sohn und eine Tochter hervor. Nach der Scheidung 1973 war sie acht Jahre mit dem Autor Ernest Thompson liiert.

## Filmografie (Auswahl)
- 1949–1956: Mama (Fernsehserie, 13 Folgen)
- 1951: Hochzeitsparade (Here Comes the Groom)
- 1956: Böse Saat (The Bad Seed)
- 1957: Befiehl du deine Wege (All Mine to Give)
- 1959: Peck’s Bad Girl (Fernsehserie, 14 Folgen)
- 1960: Abenteuer am Mississippi (The Adventures of Huckleberry Finn)
- 1960/1961: Route 66 (Fernsehserie, 2 Folgen)
- 1961: Frühreife Generation (The Explosive Generation)
- 1962/1963: Tausend Meilen Staub (Rawhide, Fernsehserie, 2 Folgen)
- 1963: The Doctors (Fernsehserie, 6 Folgen)
- 1968: Verrückter wilder Westen (The Wild Wild West, Fernsehserie, Folge 3x20)
- 1968: Die Satans-Engel von Nevada (The Mini-Skirt Mob)
- 1968: The Young Runaways
- 1968: Die Cadillac-Bande von San Francisco (The Young Animals)
- 1969: Lancer (Fernsehserie, Folge 1x24)
- 1970: The Best of Everything (Fernsehserie, 111 Folgen)
- 1972: Don Quixote
- 1972–1979: Notruf California (Emergency!, Fernsehserie, 3 Folgen)
- 1974: Die Straßen von San Francisco (The Streets of San Francisco, Fernsehserie, Folge 2x17)
- 1974: Barnaby Jones (Fernsehserie, Folge 2x23)
- 1974/1975: Dr. med. Marcus Welby (Marcus Welby, M.D., Fernsehserie, 2 Folgen)
- 1975: Cannon (Fernsehserie, Folge 4x15 Flucht ohne Ende)
- 1975: Feuerkäfer (Bug)
- 1978: Love Boat (The Love Boat, Fernsehserie, Folge 2x11)
- 1979: Fantasy Island (Fernsehserie, Folge 3x12)
- 1979–1980: Zwei schräge Vögel (The Ropers, Fernsehserie, 28 Folgen)
- 1981–1982: Dallas (Fernsehserie, 3 Folgen)
- 1982: Magnum (Magnum, P.I., Fernsehserie, Folge 3x07 Higgins’ alte Liebe)
- 1984: Hotel (Fernsehserie, Folge 1x17)
- 1984: Exit – Ausgang ins Nichts (Invitation to Hell, Fernsehfilm)
- 1984: Remington Steele (Fernsehserie, Folge 3x04 Alte Herren)
- 1986: Auf den Schwingen des Adlers (On Wings of Eagles, Miniserie)
- 1987: Privatdetektiv Harry McGraw (The Law and Harry Mcgraw, Fernsehserie, Folge 1x09)
- 1987/1988: Mord ist ihr Hobby (Murder, She Wrote, Fernsehserie, 2 Folgen)
- 1988: Samstag der 14. schlägt zurück (Saturday the 14th Strikes Back)
- 1992: Harrys Nest (Empty Nest, Fernsehserie, Folge 4x16)
- 1995: Mommy – Wiegenlied einer Mörderin (Mommy)
- 1997: Mommy 2: Mommy’s Day
- 1997: Baywatch – Die Rettungsschwimmer von Malibu (Baywatch, Fernsehserie, Folge 7x19)
- 1999: Die Invasion der Klapperschlangen (Silent Predators, Fernsehfilm)
- 2000: Emergency Room – Die Notaufnahme (ER, Fernsehserie, Folge 6x17)
- 2000–2006: Die Sopranos (The Sopranos, Fernsehserie, 5 Folgen)
- 2001: The Drug – Das Experiment (Acceptable Risk, Fernsehfilm)
- 2003–2005: Skin (Miniserie, 4 Folgen)
- 2004: Target – Krieg der Sniper (Target)
- 2004: Cold Case – Kein Opfer ist je vergessen (Cold Case, Fernsehserie, Folge 1x20)
- 2004: Shallow Ground
- 2005: Grey’s Anatomy (Fernsehserie, Folge 1x09 Geheimnisse)
- 2005: Criminal Minds (Fernsehserie, Folge 1x04 Kein Gold der Welt)
- 2005: Heart of the Beholder
- 2006: Left in Darkness – Dämonen der Dunkelheit (Left in Darkness)
- 2008: Shark (Fernsehserie, Folge 2x13)
- 2008: Frost/Nixon
- 2009: Private Practice (Fernsehserie, Folge 2x12 Auf der Heimreise)
- 2009: Greek (Fernsehserie, 2 Folgen)
- 2010: Desperate Housewives (Fernsehserie, Folge 6x23 Die Bombe)
- 2012: Prime Suspect (Fernsehserie, Folge 1x13)
- 2012: Soda Springs
- 2012: The Master
- 2012: Supernatural (Fernsehserie, Folge 8x03 Herzschmerz)
- 2012: Scandal (Fernsehserie, Folge 2x07)
- 2012–2013: Have You Met Miss Jones? (Fernsehserie, 7 Folgen)
- 2013–2015: Hart of Dixie (Fernsehserie, 4 Folgen)
- 2017: The Ranch (Fernsehserie, Folge 2x08)
- 2017: Chance (Fernsehserie, Folge 2x04)
- 2018: General Hospital (Fernsehserie, 7 Folgen)
- 2018: The Bad Seed (Fernsehfilm)
- 2020: Hawaii Five-0 (Fernsehserie, Folge 10x20)
- 2020: Dirty John (Fernsehserie, Folge 2x05)
- 2022: The Bad Seed Returns (Fernsehfilm)
- 2023: Deadly Draw